# Барон Брідпорт

Герб віконтів Брідпорт.

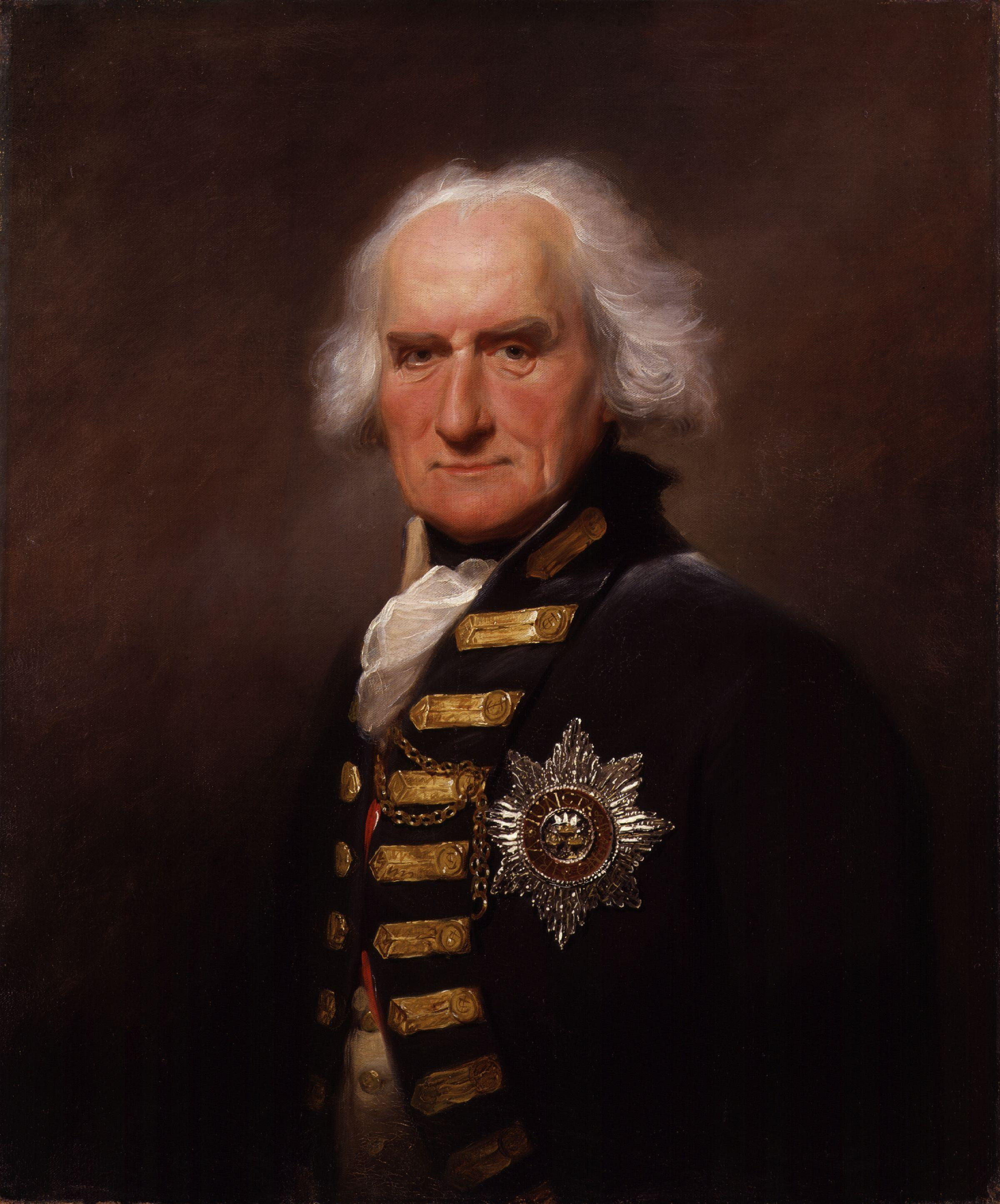
Олександр Гуд — І віконт Брідпорт. Портрет кисті художника Лемюеля Френсіса Аббота. 1795 рік.

Герб родини Гуд — баронів Брідпорт та віконтів Брідпорт.

Герб Вільяма Нельсона — І графа Нельсон.

Барон Брідпорт (англ. — baron Bridport) — аристократичний титул в перстві Ірландії. У перстві Великої Британії барони Брідпорт отримали титул віконтів Брідпорт. Перше створення титулу зникло в 1814 році разом зі смертю носія титулу. Титул був створений вдруге, існує досі.

## Історія баронів Брідпорт
Вперше титул барона Брідпорт одержав сер Олександр Гуд — молодший брат Семюеля Гуда — І віконта Гуда. Сер Олександр Гуд був видатним командиром британського флоту. У 1794 році він був нагороджений титулом барона Брідпорт в перстві Ірландії. Титул мав успадкувати його внучатий племінник Семюель Гуд — другий син Генрі Гуда, що пізніше став II віконтом Гуд. Потім титул мав успадкувати перший син І віконта Гуд, потім спадкоємці по чоловічій лінії його дядька Олександра Гуда, що був предком баронетів Фуллер-Окленд-Гуд з Сент-Одрі та баронів Сент-Одрі. У 1796 році Олександр Гуд отримав титул барона Брідпорт з Крікет-Сент-Томаса в графстві Сомерсет в перстві Великої Британії. У 1800 році він отримав титул віконта Брідпорт з Крікет-Сент-Томас з графства Сомерсет перства Великої Британії. Ці титули були створені з правом успадкування нащадками чоловічої статі.
І віконт Брідпорт помер у 1814 році, не лишивши нащадків чоловічої статі. Титули барона Брідпорт та віконт Брідпорт зникли разом з його смертю. Але його спадкоємцем на титул барона Брідпорт був його внучатий племінник Семюель Гуд, що став II бароном Брідпорт. Він став депутатом парламенту Великої Британії і представляв Хейтсбері. У 1810 році II барон Брідпорт одружився з леді Шарлоттою Мері Нельсон — III герцогинею Бронте. Вона була єдиною вцілілою дитиною і спадкоємицею Вільяма Нельсона — І віконта Нельсона. Титул успадкував його син Олександр Гуд, що став III бароном Брідпорт. Він був генералом британської армії, у 1868 році він отримав титул віконта Брідпорт з Крікет-Сент-Томас з графства Сомерсет та Бронте в перстві Об'єднаного Королівства Великої Британії та Ірландії. У 1873 році він успадкував від матері титул герцога Бронте королівства Сицилія та герцогства Маніаче (італійська назва титулу Duca di Bronte). Цей герцогський титул колись був дарований його родичу Гораціо Нельсону у 1799 році королем Фердинандом в нагороду за підтримку монархії на Сицилії.
Старший син Олександра Гуда — Артур Гуд успадкував титул віконта Брідпорт, титул Герцога Бронте він передав своєму молодшому сину. Сер Олександр Нельсон Гуд став V герцогом Бронте. Це стало можливим завдяки тому, що цей титул дозволяв власнику титулу вибирати спадкоємцем того, кого він хоче. II віконт Брідпорт став депутатом парламенту і представляв Сомерсет, належав до партії консерваторів. Титул успадкував його онук Роуленд Гуд, що став III віконтом Брідпорт та VI герцогом Бронте. Він був сином його ясновельможності Моріса Генрі Нельсона Гуда, що загинув в бою за Галліполі в 1915 році. III віконт Брідпорт став лейтенантом-командором Королівського флоту, володів значними політичними посадами в 1939—1940 роках під керівництвом Невіла Чемберлена.
На сьогодні ці титули належать його єдиному сину Олександру Гуду, що є IV віконтом Брідпорт та VII герцогом Бронте. Він отримав ці титули в 1969 році.

## Віконти Брідпорт (перше створення титулу, 1800)
- Олександр Гуд (1726–1814) — І віконт Брідпорт

## Барони Брідпорт (1794)
- Олександр Гуд (1726–1814) — І віконт Брідпорт, І барон Брідпорт
- Семюел Гуд (1788–1868) — II барон Брідпорт
- Олександр Нельсон Гуд (1814–1904) — III барон Брідпорт (нагороджений титулом віконт Брідпорт у 1868 році)

## Віконти Брідпорт (друге створення титулу, 1868)
- Олександр Нельсон Гуд (1814–1904) — І віконт Брідпорт
- Артур Веллінгтон Олександр Нельсон Гуд (1839–1924) — II віконт Брідпорт
- Роуленд Артур Герберт Нельсон Гуд (1911–1969) — ІІІ віконт Брідпорт
- Олександр Нельсон Гуд (нар. 1948) — IV віконт Брідпорт

Спадкоємцем титулу є син нинішнього власника титулу його ясновельможність Перегрін Олександр Нельсон Гуд (нар. 1974). Імовірним його спадкоємцем є його зведений брат його ясновельможність Ентоні Нельсон Гуд (нар. 1983).

## Герцоги Бронте (1799)
Цей титул був наданий королем Сицилії Фердинандом III в 1799 році англійському віцеадміралу Гораціо Нельсону. Володарями цього звання були:
- Гораціо Нельсон (1758–1805) — І герцог Бронте, І віконт Нельсон
- Вільям Нельсон (1757–1835) — II герцог Бронте, І граф Нельсон
- Шарлотта Мері Нельсон (1787–1873) — III герцогиня Бронте
- Олександр Нельсон Гуд (1814–1904) — IV герцог Бронте, I віконт Брідпорт
- Сер Олександр Нельсон Гуд (1904–1937) — V герцог Бронте
- Роуленд Артур Герберт Нельсон Гуд (1911–1969) — VI герцог Бронте, III віконт Брідпорт
- Олександр Нельсон Гуд (нар. 1948) — VII герцог Бронте, 4-й віконт Брідпорт

Спадкоємцем титулу є син теперішнього власника титулу його ясновельможність Перегрін Олександр Нельсон Гуд (нар. 1974). Імовірним спадкоємцем спадкоємця є його старша дочка Онор Лінда Гуд (2016 р. н.).